# Roederiodes siveci
Roederiodes siveci is een vliegensoort uit de familie van de dansvliegen (Empididae). De wetenschappelijke naam van de soort is voor het eerst geldig gepubliceerd in 1993 door Wagner & Horvat.